# Économie des médias
 (janvier 2008).
Si vous disposez d'ouvrages ou d'articles de référence ou si vous connaissez des sites web de qualité traitant du thème abordé ici, merci de compléter l'article en donnant les références utiles à sa vérifiabilité et en les liant à la section « Notes et références ».
L'économie des médias est une branche des sciences économiques appliquée à l'étude des médias de masse. L'économie des médias a démarré avec l'étude du développement de la presse populaire, s'est affinée avec l'avènement de la radio, puis de la télévision. Elle est aujourd'hui renouvelée par le succès du web.
Elle a principalement concerné trois courants de pensée : des historiens des médias qui se sont intéressés à leur économie,, des économistes classiques, et des enseignants d'écoles de journalisme,, qui l'ont étudiée du point de vue de l'économie industrielle, et enfin un courant privilégiant une approche critique d'économie politique,.

## Histoire

### Industrialisation
Selon Lucien Febvre in L'apparition du livre (1957), l'apparition de l'imprimerie fait apparaître instantanément une économie de l'imprimerie : « Dès l'origine, l'imprimerie apparut comme une industrie régie par les mêmes lois que les autres industries, et le livre une marchandise que des hommes fabriquaient avant tout pour gagner leur vie ». Paul Starr ajoute en 2004 que l'activité d'imprimerie étant lourde financièrement, ce secteur s'est rapidement concentré dans les villes où les capitaux étaient disponibles : « La dépendance vis-à-vis du capital a attiré l’imprimerie dans les villes où le financement était disponible et a créé des pressions pour adapter la forme physique et culturelle du livre à des marchés plus vastes. ».
Après la première révolution initiée par Gutemberg, la seconde révolution du livre est celle de son industrialisation. « la grande majorité des imprimés mis en circulation vise désormais le public de masse ». La période voit l'émergence des intermédiaires. L'éditeur doit sélectionner les manuscrits, définir le niveau du tirage, calculer le prix de revient et fixer celui de la vente, estimer le niveau et la rapidité de la diffusion. C'est aussi un financier qui discute ses investissements avec les banquiers. À ses côtés, la position des producteurs de contenu : journalistes, critiques, publicistes et écrivains, évolue.

### Mondialisation
À partir de 1870 vient la mondialisation de la communication. La mise en place ou le perfectionnement des réseaux postaux, du télégraphe, du téléphone puis de la radiodiffusion modifie radicalement les coûts et les opportunités du transports de l'information. Cette période est considérée par beaucoup d'historiens comme celle de « l'âge d'or de la presse ». C'est le moment où la presse écrite accroit considérablement son lectorat après avoir fixé un peu plus tôt son modèle économique. Celui-ci, mariant les revenus issus des lecteurs et des annonceurs, est initié pratiquement conjointement aux États-Unis, au Royaume-Uni et en France où Emile de Girardin écrit en 1836 :

« Le produit des annonces étant en raison du nombre des abonnés, il faut réduire le prix des abonnements à sa plus extrême limite, pour élever le chiffre des abonnés à sa plus haute puissance. C'est aux annonces de payer le journal. »

Le développement est accompagné par des innovations techniques, comme la rotative pour faciliter les tirages, et des innovations de contenu avec le journalisme d'information qui rend compte des évènements et un nouveau genre littéraire : le roman-feuilleton ou aux États-Unis les dime novels. La période voit aussi l'émergence et le succès rapide de deux nouveaux médias, favorisés par des innovations techniques : le cinéma et la radio. Leur modèle économique est sensiblement différent. 
Dans le même temps, une économie de la publicité se développe. Les premières agences ont été fondées à la fin du XIXe siècle, N. W. Ayer & Son (en) aux États-Unis, Havas en France. Au moment de l'entrée dans la première guerre mondiale des États-Unis, les méthodes de fabrique du consentement sont mises au point par Edward Bernays et théorisées en 1920 par Walter Lippmann.

### Électronisation
La télévision à ondes hertziennes pénètre rapidement les foyers à partir des années 1950 et devient un concurrent direct du cinéma, menant ce dernier à miser sur les innovations technologiques (cinémascope, cinérama), les productions à forte valeur ajoutée (blockbusters aux États-Unis) ou au contraire à explorer de nouveaux genres (nouvelle vague en France, films européens de séries B). À la télévision, les concepts d'audience et de grilles de programmes sont vite integrés. Des médias de masse émergent (ABC, CBS, NBC aux États-Unis, monopoles d'État en Europe qui ont limité le potentiel de développement observé outre-Atlantique) et le cinéma se tournent vers le petit écran pour élargir ses revenus. Les choix d'usage s'élargissent avec le câble, les lecteurs de cassettes VHS, et l'intégration du téléphone pour interagir avec les audiences ou effectuer des achats,. À partir des années 2000, la télévision abandonne les ondes pour le format numérique, un nouveau format de distribution qui permet l'apparition de nombreuses nouvelles chaînes de télévision.
Lors de la pandémie de Covid-19, la consommation d'information en ligne (dont payante) explose malgré une chute de confiance envers les médias traditionnels au profit des réseaux sociaux et podcasts. En 2022, l'Unesco publie un rapport alarmant sur le changement rapide de l'économie des médias, mettant en évidence que Google et Meta absorbent la moitié de l’ensemble des dépenses publicitaires numériques mondiales. Cette nouvelle donne provoque une fuite des revenus publicitaires de la presse, et donc une plus grande vulnérabilité, tant sur le plan économique que de la sécurité, du métier de journaliste. Une étude du Pew Research Center publiée en 2021 révèle qu'entre 2008 et 2020, le nombre de journalistes aux États-Unis est passé de 114 000 à 85 000.  Aux États-Unis, depuis 2022, les licenciements dans les médias s'accélèrent face aux baisses des revenus publicitaires, et ironiquement, les géants de la tech qui bénéficient des nouvelles tendances de la publicité font également face à des vagues de licenciements. La pénétration rapide de l'intelligence artificielle propulse les médias dans une nouvelle ère d'information reconstruite digitalement et donc menaçant d'avantage les emplois dans le secteur de l'information, et fait émerger la question de nouveaux modèles économiques basés sur l'usage des contenus produits par des journalistes dans le peaufinement des technologies intelligentes.

## Économie industrielle
Les médias fonctionnent sur des économies d'échelle basés sur des coûts fixes (production) importants. Selon certains auteurs, plus le budget d'un film ou d'une émission est important, plus son audience est large.

### Cinéma
Le modèle économique du cinéma s'inspire du music-hall, des cafés-concerts ou des cabarets, très nombreux à la fin du XIXe siècle et devient rapidement une industrie :

« Industrie, le cinéma l’est à plusieurs titres. Il articule une structure de production, de distribution et de consommation qui s’est conformée, historiquement, au schéma usuel de l’activité capitaliste, passant de la phase initiale de l’activité entrepreneuriale à petite échelle à la formation de monopoles à grande échelle. Ceux-ci assurent leur position en mettant en place une structure intégrée, couvrant tous les secteurs de la production à la distribution. Le cinéma appartient aussi à l’industrie en ce qu’il organise la production autour de la notion de division du travail, appliquée à Hollywood de façon très élaborée. Enfin, comme industrie, le cinéma s’appuie sur les techniques de la publicité de masse. »

Alors qu'au début du XXe siècle le cinéma italien et surtout français avec les firmes, intégrées du matériel cinématographique jusqu'aux salles en passant par la production de films, Pathé et Gaumont ont pris une place importante sur leur marché national et à l'international, la première guerre mondiale leur portera un coup fatal, laissant Hollywood et le cinéma américain dominer sans partage. L'organisation du cinéma en monopole est analysée par Henri Mercillon au début des années 50.
La domination du cinéma américain sera symbolisée en France par l'accord Blum-Byrnes signé en 1946 qui, à la faveur d'une aide globale américaine, comprend un volet permettant la diffusion en nombre de films américains dans les salles françaises. Au même moment, la Motion Picture Export Association of America, dérivée de la Motion Picture Association of America qui défend les intérêts des Majors, est fondée pour faciliter l'exportation de films américains sur les marchés européens fermés par la guerre. Et toujours à la même époque le Centre national de la cinématographie est mis en place pour soutenir l'industrie nationale, tandis qu'un système de redistribution des recettes des salles, toujours en vigueur est organisé pour réguler le marché et protéger la production de films.

### Radio
La radio a d'abord été développée à des fins militaires, ce n'est qu'après la guerre de 14-18 qu'elle devient progressivement un média de masse. Patrice Flichy présente ainsi la genèse de son modèle économique aux États-Unis :

« Différentes solutions sont alors imaginées. Certains envisagent un financement analogue à celui des équipements culturels ou éducatifs : subventions municipales, dons de personnes privées. D'autres comme le patron de RCA, envisagent une taxe parafiscale gérée par les constructeurs. In fine, les grands groupes industriels qui créent les principales stations choisissent deux autres schémas économiques. Le premier vient principalement des fabricants et consiste à financer les programmes avec les profits obtenus grâce à la vente des récepteurs (…). Le deuxième schéma est mis en œuvre par ATT (…) 'Chaque personne qui veut adresser un message au monde ou proposer un divertissement doit venir et payer, comme elle le ferait si elle utilisait un téléphone pour s'adresser à un large public'. Ce péage radiophonique deviendra petit à petit un système de financement publicitaire. »

À partir des années 30, les grands réseaux commerciaux américains, NBC et CBS, se mettent en place. A peu près au même moment dans le monde, l'histoire de la radio comme média de masse démarre avec des variations de son modèle économique selon les contextes politiques depuis un financement complètement public jusqu'à uniquement commercial.
Comme les autres médias de masse, la radio doit séduire le public populaire tout en tenant compte de la censure et des exigences des élites. Elle vit de la publicité et doit gérer l'information politique sans provoquer de distorsions trop visibles. Elle intègre le star-system et dépend des mesures d'audience. Ces dernières conduisent à organiser les programmes en fonction de la gestion du temps des auditeurs. Ainsi l'après-midi, les femmes à la maison sont les plus touchées et les feuilletons, baptisés soap operas du nom de leur financeurs, les vendeurs de lessive, connaissent un immense succès aux États-Unis.

### Télévision
Le Centre national du cinéma et de l'image animée fait régulièrement une synthèse de l'économie de la télévision française. La publication de 2016 remarque :

« La structure des recettes des chaînes de télévision dans le monde laisse apparaître différents modèles de financement :
- La publicité représente la principale source de revenus des chaînes en Amérique latine (52%), en Asie -Pacifique( 51%) et dans la zone Afrique - Moyen-Orient (45%).
- Les abonnements constituent la majorité des recettes des chaînes en Amérique du Nord (59%) et en Europe (42%).
- Les financements publics composent entre 1% (en Amérique) et 23% (en Europe) des financements des chaînes selon les régions. »

### Plateforme
Les médias sont perçus dans l'analyse économique comme des marchés biface où le média représente un intermédiaire entre deux clientèles très différentes, à savoir les annonceurs et les clients :
- Les annonceurs payent pour mettre de la publicité dans le journal en espérant qu'il y ait le maximum de client pour les voir.
- Les clients achètent le journal mais ne souhaitent pas être submergés de publicité.

Il y a donc des externalités de réseau dans la mesure où le média doit choisir le nombre suffisant de publicité pour maximiser son profit tout en faisant attention à ne pas perdre trop de clients, nombre de clients qui va lui-même déterminer le nombre d'annonceurs.

## Enseignement
En France, la discipline Économie des médias est désigné au Conseil national des universités sous l’intitulé de 71ème section (« nouvelles humanités »).

## Outils de mesure
Depuis le développement des médias de masse, plusieurs instituts ont développés plusieurs méthodes de mesure des audiences.
En France, la Direction du développement des médias (DDM, anciennement Service juridique et technique de l’information - SJTI) se rapproche de plus en plus de l’INSEE pour affiner ses outils. Médiamétrie (Centre d’études d’opinions - CEO jusqu'en 1985) dispose de ses propres outils de mesure. L’Institut de recherche et d’études publicitaires (Irep) développe sa méthodologie avec France Pub (Comareg). Le Conseil supérieur de l’audiovisuel (CSA) est censé centraliser l'activité de tous les instituts de mesure d'audience.